# Willard Schmidt
Willard Theodore Schmidt (ur. 14 lutego 1910 w Swanton, zm. 13 kwietnia 1965 w Coffeyville) – amerykański koszykarz, złoty medalista letnich igrzyskach olimpijskich w Berlinie. Wystąpił w jednym spotkaniu.